# Ronald Wayne
Ronald Gerald Wayne (n. 17 mai 1934) a fondat Apple Computer împreună cu Steve Jobs și Steve Wozniak,, dar curând a renunțat la cota sa din noua companie pentru un total de 2.300 de dolari.